# 多米尼卡·齐布尔科娃
多米尼卡·席布可娃（1989年5月6日—），斯洛伐克女子网球运动员。
齐布尔科娃在布拉迪斯拉发成长，2005年转为职业球手，在四大網球大滿貫賽事中都曾進入過八強。最好成績是2014年的澳洲網球公開賽中晉級女子單打決賽，在決賽中慘敗給了中國頂尖選手李娜，取得亞軍。职业生涯最高世界单打排名为第4名（2017年3月20日）。齐布尔科娃是斯洛伐克首個晉級大滿貫賽事決賽的女選手。

## 簡介
齐布尔科娃幼時在皮耶什佳尼成長。8歲時最初接觸網球運動。11歲時隨家人到布拉迪斯拉发學習網球。

## 職業生涯

### 早年
齐布尔科娃早年主要在國際網球總會（ITF）之下的賽事中活動。她曾經取得兩個錦標賽冠軍：2005年葡萄牙阿馬蘭特錦標賽和2006年布拉迪斯拉发錦標賽。

### 2018溫布敦網球錦標賽
於第四輪對上台灣的好手謝淑薇時，因為在爭議球抗議中裝傻導致後來備受批評，後又大聲辱罵中國籍主審，更在賽後記者會中聲稱毫不同情謝淑薇並且指責淑薇、主審、賽事執行長等人行為荒謬。爾後其社群媒體受到流言批評缺乏運動家，又將不利流言全部封鎖，引來撻伐。

## 大满贯

### 女單亞軍（1）
| 年份 | 比賽 | 場地 | 決賽對手 | 對手國籍 | 勝方比分  |
| ---- | ---- | ---- | -------- | -------- | --------- |
| 2014 | 澳網 | 硬地 | 李娜     | 中國     | 7–63、6–0 |